# Meat Puppets
Meat Puppets – zespół utworzony w 1980 roku. Oryginalny skład tworzyli: Curt Kirkwood (gitara, wokal), jego brat Cris Kirkwood (gitara basowa) i Derrick Bostrom (perkusja). Z wydanych przez nich albumów, największy sukces komercyjny odniósł Too High to Die z 1994 r.

 

## Kalendarium
| Lata         | Członkowie                                                                                                 | Uwagi                     |
| ------------ | --- | ------------------------- |
| (1980-1996)  | - Curt Kirkwood - wokal, gitara - Cris Kirkwood - bas - Derrick Bostrom - perkusja                         | Oryginalny skład zespołu. |
| (1996-1999)  | Przerwa w działalności.                                                                                    |                           |
| (1999-2002)  | - Curt Kirkwood - wokal, gitara - Kyle Ellison - gitara - Andrew Duplantis - bas - Shandon Sahm - perkusja |                           |
| (2002-2006)  | Przerwa w działalności.                                                                                    |                           |
| (2006-wciąż) | - Curt Kirkwood - wokal, gitara - Cris Kirkwood - bas - Ted Marcus - perkusja                              |                           |

Dyskografia:
- Meat Puppets (1982)
- Meat Puppets II (1984)
- Up on the Sun (1985)
- Mirage (1987)
- Huevos (1987)
- Monsters (1989)
- Forbidden Places (1991)
- Too High to Die (1994)
- No Joke! (1995)
- Golden Lies (2000)
- Rise to Your Knees (2007)
- Sewn Together (2009)